# Asymmetricospora
Asymmetricospora är ett släkte av svampar. Asymmetricospora ingår i familjen Melanommataceae, ordningen Pleosporales, klassen Dothideomycetes, divisionen sporsäcksvampar och riket svampar.
|                  | Ostropella                                    |
|                  |                                               |
|                  | Astrosphaeriella                              |
|                  |                                               |
|                  | Xenolophium                                   |
|                  |                                               |
|                  | Nigrolentilocus                               |
|                  |                                               |
|                  | Acrocordiopsis                                |
|                  |                                               |
|                  | Mycopepon                                     |
|                  |                                               |
|                  | Sporidesmiella                                |
|                  |                                               |
|                  | Pleurophomopsis                               |
|                  |                                               |
|                  | Aposphaeria                                   |
|                  |                                               |
|                  | Melanomma                                     |
|                  |                                               |
|                  | Schizostoma                                   |
|                  |                                               |
|                  | Calyptronectria                               |
|                  |                                               |
|                  | Ohleria                                       |
|                  |                                               |
|                  | Byssosphaeria                                 |
|                  |                                               |
|                  | Javaria                                       |
|                  |                                               |
|                  | Caryosporella                                 |
|                  |                                               |
|                  | Anomalemma                                    |
|                  |                                               |
|                  | Karstenula                                    |
|                  |                                               |
|                  | Bicrouania                                    |
|                  |                                               |
|                  | Dangeardiella                                 |
|                  |                                               |
| Asymmetricospora | \| \| Asymmetricospora calamicola \| \| \| \| |
|                  | \| \| Asymmetricospora calamicola \| \| \| \| |
|                  | Asymmetricospora calamicola                   |
|                  |                                               |

|  | Asymmetricospora calamicola |
|  |                             |